# Liste der Gerichte des Landes Nordrhein-Westfalen
Die Liste der Gerichte des Landes Nordrhein-Westfalen dient der Aufnahme der Gerichte des Landes Nordrhein-Westfalen. Diese Landesgerichte bilden die dritte Gewalt (Judikative) dieses Gliedstaates der Bundesrepublik Deutschland (siehe Politisches System Nordrhein-Westfalens).
Geordnet sind die Gerichte zeilenweise nach Gerichtsbarkeiten, spaltenweise nach Instanz.
|                             | Obere Landesgerichte                                                 | Untere Landesgerichte |
| --------------------------- | -------------------------------------------------------------------- | --- |
| Verfassungsgerichtsbarkeit  | Verfassungsgerichtshof für das Land Nordrhein-Westfalen (in Münster) | |
| Ordentliche Gerichtsbarkeit | Oberlandesgericht Düsseldorf                                         | Landgericht Duisburg \| Amtsgerichte Dinslaken \| Duisburg \| Hamborn \| Ruhrort \| Mülheim an der Ruhr \| Oberhausen \| Wesel                                                                                            |
| Ordentliche Gerichtsbarkeit | Oberlandesgericht Düsseldorf                                         | Landgericht Düsseldorf \| Amtsgerichte Düsseldorf \| Langenfeld \| Neuss \| Ratingen |
| Ordentliche Gerichtsbarkeit | Oberlandesgericht Düsseldorf                                         | Landgericht Kleve \| Amtsgerichte Emmerich \| Kleve \| Geldern \| Rheinberg \| Moers |
| Ordentliche Gerichtsbarkeit | Oberlandesgericht Düsseldorf                                         | Landgericht Krefeld \| Amtsgerichte Kempen \| Krefeld \| Nettetal |
| Ordentliche Gerichtsbarkeit | Oberlandesgericht Düsseldorf                                         | Landgericht Mönchengladbach \| Amtsgerichte Erkelenz \| Grevenbroich \| Mönchengladbach \| Mönchengladbach-Rheydt \| Viersen                                                                                              |
| Ordentliche Gerichtsbarkeit | Oberlandesgericht Düsseldorf                                         | Landgericht Wuppertal \| Amtsgerichte Mettmann \| Remscheid \| Solingen \| Velbert \| Wuppertal |
| Ordentliche Gerichtsbarkeit | Oberlandesgericht Hamm                                               | Landgericht Arnsberg \| Amtsgerichte Arnsberg \| Brilon \| Marsberg \| Medebach \| Menden \| Meschede \| Schmallenberg \| Soest \| Warstein \| Werl                                                                       |
| Ordentliche Gerichtsbarkeit | Oberlandesgericht Hamm                                               | Landgericht Bielefeld \| Amtsgerichte Bielefeld \| Bünde \| Gütersloh \| Halle (Westfalen) \| Herford \| Lübbecke \| Minden \| Bad Oeynhausen \| Rahden \| Rheda-Wiedenbrück                                              |
| Ordentliche Gerichtsbarkeit | Oberlandesgericht Hamm                                               | Landgericht Bochum \| Amtsgerichte Bochum \| Herne \| Herne-Wanne \| Recklinghausen \| Witten |
| Ordentliche Gerichtsbarkeit | Oberlandesgericht Hamm                                               | Landgericht Detmold \| Amtsgerichte Blomberg \| Detmold \| Lemgo |
| Ordentliche Gerichtsbarkeit | Oberlandesgericht Hamm                                               | Landgericht Dortmund \| Amtsgerichte Castrop-Rauxel \| Dortmund \| Hamm \| Kamen \| Lünen \| Unna |
| Ordentliche Gerichtsbarkeit | Oberlandesgericht Hamm                                               | Landgericht Essen \| Amtsgerichte Bottrop \| Dorsten \| Essen \| Essen-Borbeck \| Essen-Steele \| Gelsenkirchen \| Gladbeck \| Hattingen (Ruhr) \| Marl                                                                   |
| Ordentliche Gerichtsbarkeit | Oberlandesgericht Hamm                                               | Landgericht Hagen \| Amtsgerichte Hagen \| Schwelm \| Schwerte \| Wetter (Ruhr) \| Altena \| Iserlohn \| Lüdenscheid \| Meinerzhagen \| Plettenberg                                                                       |
| Ordentliche Gerichtsbarkeit | Oberlandesgericht Hamm                                               | Landgericht Münster \| Amtsgerichte Ahaus \| Ahlen \| Beckum \| Bocholt \| Borken \| Coesfeld \| Dülmen \| Gronau \| Ibbenbüren \| Lüdinghausen \| Münster (Westfalen) \| Rheine \| Steinfurt \| Tecklenburg \| Warendorf |
| Ordentliche Gerichtsbarkeit | Oberlandesgericht Hamm                                               | Landgericht Paderborn \| Amtsgerichte Brakel \| Delbrück \| Höxter \| Lippstadt \| Paderborn \| Warburg |
| Ordentliche Gerichtsbarkeit | Oberlandesgericht Hamm                                               | Landgericht Siegen \| Amtsgerichte Bad Berleburg \| Lennestadt \| Olpe \| Siegen |
| Ordentliche Gerichtsbarkeit | Oberlandesgericht Köln                                               | Landgericht Aachen \| Amtsgerichte Aachen \| Düren \| Eschweiler \| Geilenkirchen \| Heinsberg \| Jülich \| Monschau \| Schleiden                                                                                         |
| Ordentliche Gerichtsbarkeit | Oberlandesgericht Köln                                               | Landgericht Bonn \| Amtsgerichte Bonn \| Euskirchen \| Königswinter \| Rheinbach \| Siegburg \| Waldbröl |
| Ordentliche Gerichtsbarkeit | Oberlandesgericht Köln                                               | Landgericht Köln \| Amtsgerichte Bergheim \| Bergisch Gladbach \| Brühl \| Gummersbach \| Kerpen \| Köln \| Leverkusen \| Wermelskirchen \| Wipperfürth                                                                   |
| Arbeitsgerichtsbarkeit      | Landesarbeitsgericht Düsseldorf                                      | Arbeitsgerichte Duisburg \| Düsseldorf \| Essen \| Krefeld \| Mönchengladbach \| Oberhausen \| Solingen \| Wesel \| Wuppertal                                                                                             |
| Arbeitsgerichtsbarkeit      | Landesarbeitsgericht Hamm                                            | Arbeitsgerichte Arnsberg \| Bielefeld \| Bocholt \| Bochum \| Detmold \| Dortmund \| Gelsenkirchen \| Hagen \| Hamm \| Herford \| Herne \| Iserlohn \| Minden \| Münster \| Paderborn \| Rheine \| Siegen                 |
| Arbeitsgerichtsbarkeit      | Landesarbeitsgericht Köln                                            | Arbeitsgerichte Aachen \| Bonn \| Köln \| Siegburg |
| Finanzgerichtsbarkeit       | Finanzgericht Düsseldorf                                             | |
| Finanzgerichtsbarkeit       | Finanzgericht Köln                                                   | |
| Finanzgerichtsbarkeit       | Finanzgericht Münster                                                | |
| Sozialgerichtsbarkeit       | Landessozialgericht Nordrhein-Westfalen (in Essen)                   | Sozialgerichte Aachen \| Detmold \| Dortmund \| Düsseldorf \| Duisburg \| Gelsenkirchen \| Köln \| Münster |
| Verwaltungsgerichtsbarkeit  | Oberverwaltungsgericht für das Land Nordrhein-Westfalen (in Münster) | Verwaltungsgerichte Aachen \| Arnsberg \| Düsseldorf \| Gelsenkirchen \| Minden \| Köln \| Münster |